# Gare d'Ariz-Basauri
La gare d'Ariz-Basauri  est une gare d'EuskoTren située dans les quartiers d'Ariz et de Sarratu, dans la commune de Basauri, (Biscaye, Espagne) et correspondant à la ligne régionale Bilbao - Saint-Sébastien et à la Cercanias Bilbao - Durango et Bilbao - Bermeo. Dans cette gare se réalise la connexion des lignes d'EuskoTren et la ligne de marchandises de FEVE qui fait le parcours entre ce quartier basauritarra et le quartier d'Irala de Bilbao.

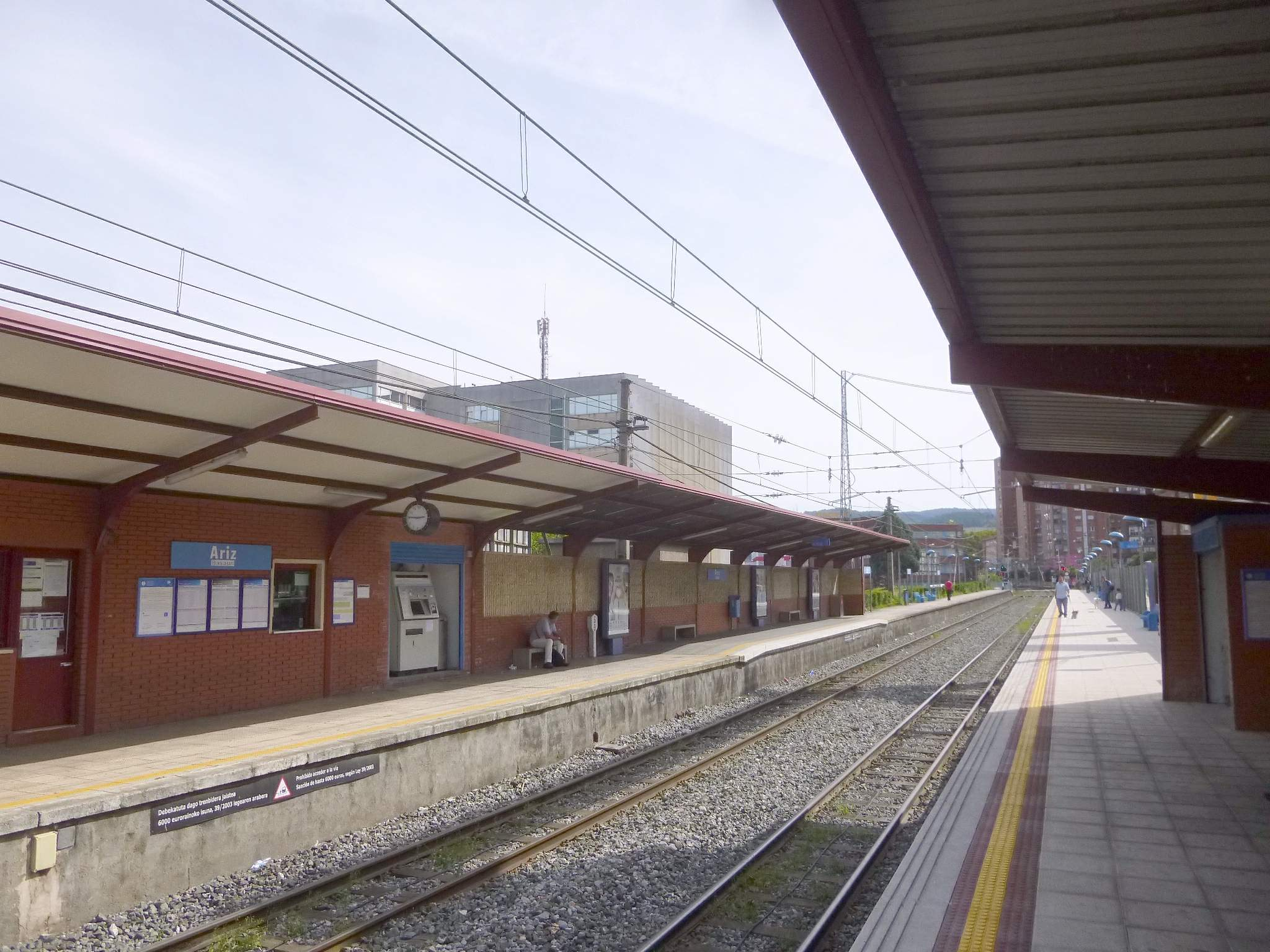
Vue des quais de la gare d'Ariz-Basauri (2016).

| Provenance/Destination | <                     | Ligne | >       | Provenance/Destination |
| ---------------------- | --------------------- | ----- | ------- | ---------------------- |
| Bilbao-Atxuri          | Etxebarri (EuskoTren) |       | Zuhatzu | Amara-Donostia         |
| Bilbao-Atxuri          | Etxebarri (EuskoTren) |       | Zuhatzu | Ermua                  |
| Bilbao-Atxuri          | Etxebarri (EuskoTren) |       | Zuhatzu | Bermeo                 |